# Borolia albivitta
Borolia albivitta là một loài bướm đêm trong họ Noctuidae.